# Osterlamm Ernő
Osterlamm Ernő (Lőcse, 1823. június 9. – Debrecen, 1893. október 20.) jogakadémiai tanár.

## Élete
Osterlamm János Károly ágostai evangélikus lelkész és Bartó Zsuzsánna fia. Gimnáziumi, bölcseleti és teológiai tanulmányait szülővárosában végezte. 1839-1840-ben magántanító volt Andaházy László fiainál. 1841-42-ben a Probstner-féle ösztöndíjjal a magyar nyelv megtanulása végett Losoncra ment Okolicsányi szolgabíró házához szintén tanítónak; midőn visszatért Lőcsére, Probstner András fiait tanította, különösen zenére és nyelvekre, míg teológiai tanulmányait befejezte. Miután a papi pályára gyenge hangja miatt nem érezte magát képesnek, jogásznak készült; ezen idő alatt Fabriczy Sámuel ügyvédnél patvaristáskodott. Azonban 1844-ben Tiszolcon papi vizsgát is tett és ezután Berzeviczy Titus házához Nagylomnicra ment nevelőnek Aladár és Egyed fiaihoz. Eperjesen tartózkodása alatt papi kisegítő szónoklatot is tartott. Hogy a magyar nyelvben nagyobb jártasságot és a törvény-tudományban további kiképzést nyerjen, 1846-ban a debreceni kerületi táblához ment jurátusnak, egyszersmind annak elnökénél Uray Bálintnál nevelői állást fogadott el. 1847-ben, miután Pesten is fölvétette magát mint juratust a királyi táblánál, Wittenbergbe utazott és beiratkozott az ottani egyetemre, 1849-ben pedig a jénai, lipcsei és berlini egyetemet látogatta; mindenütt a teológián kívül bölcseletet, pedagógiát és más tantárgyakat is hallgatott. Még ezen évben Lőcsére választották meg tanárnak. 1852-ben húsvétkor pedig a debreceni református kollégiumba hívták meg jogakadémiai rendes tanárnak. A debreceni kereskedői vasárnapi iskolában is rendes tanár volt. A tanári nyugdíjintézet körül szerzett érdemeket és alapítványokat is tett. 1892-ben nyugalomba vonult.

## Műve
- Rövid kivonat a magyar váltó- és kereskedelmi törvényekből. Nevezetesen az 1840. XV., XVI-XX. és 1844. VI. törvényczikkekből, az országbirói értekezletek által tett módosítások tekintetbe vételével. Iskolai használatra kereskedői gyakornokok számára. Debreczen, 1866.